# Paracles amarga
Paracles amarga là một loài bướm đêm thuộc phân họ Arctiinae, họ Erebidae.